# St. Petrus und Paulus (Pfedelbach)
Die St. Petrus und Paulus ist ein katholisches Kirchengebäude in Pfedelbach Baden-Württemberg.

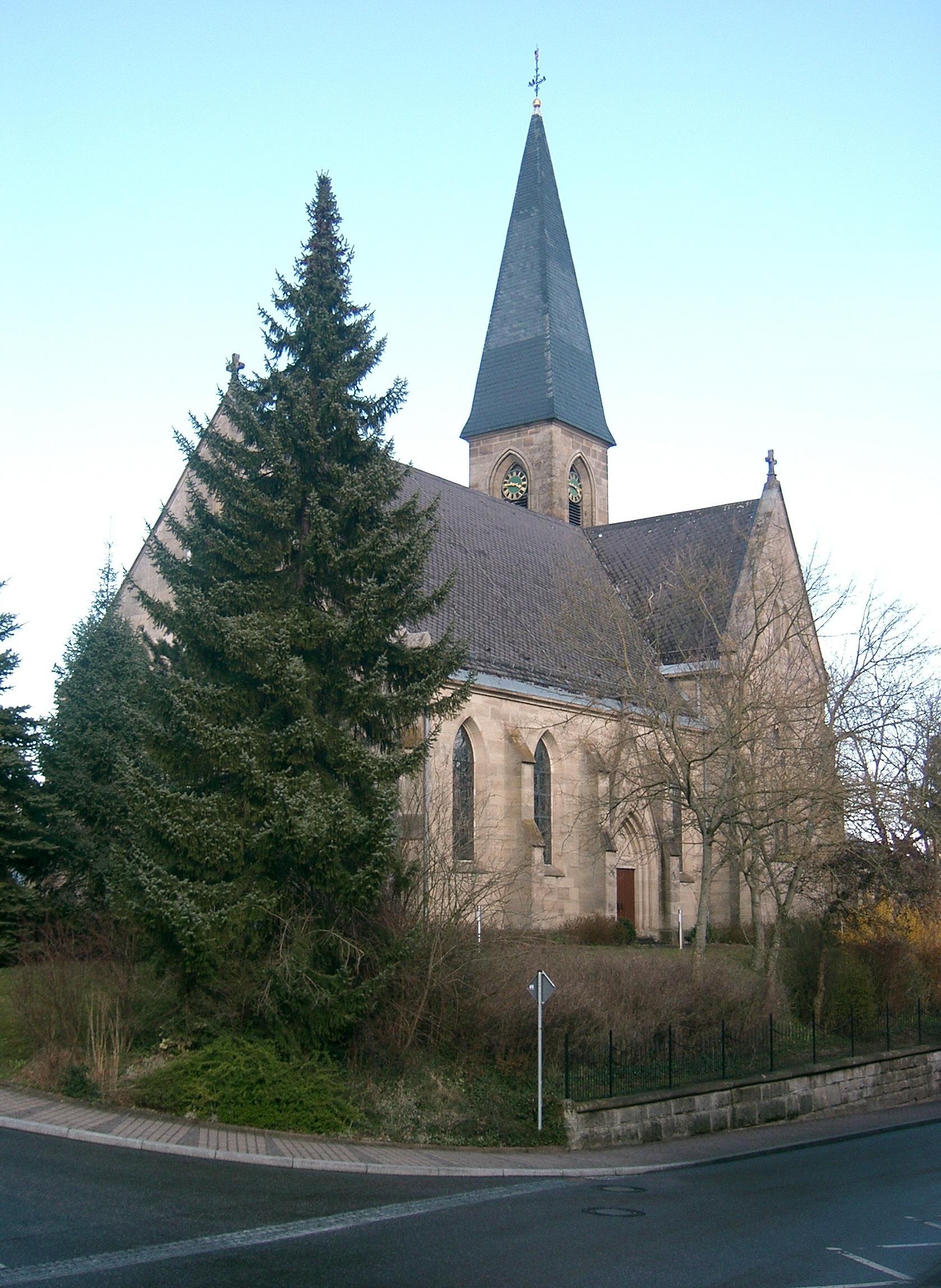
Petrus-und-Paulus-Kirche in Pfedelbach

## Geschichte
Der katholische Pfarrbezirk Pfedelbach gehörte wie das Stift der Stadt Öhringen seit dem Mittelalter zum Bistum Würzburg. Die seit 1732 neu entstehende Gemeinde wurde dem Landkapitel Krautheim zugeteilt. Nach dem Übergang Hohenlohes an Württemberg endeten die geistlichen Recht der Würzburger. Pfedelbach wurde dem Kapitel Neckarsulm 1808 zugeteilt.
Ab dem Jahr 1728 siedelte Graf Ferdinand von Hohenlohe-Bartenstein Katholiken in und um Pfedelbach an. Gottesdienst wurde in einem Saal des Pfedelbacher Schlosses gefeiert. Kurze Zeit später wurde die Hofkapelle im Schloss eingerichtet. Seit 1732 versorgten Kapuziner, die ein Hospitium in Pfedelbach einrichteten, die Gemeinde. Auf Anordnung der württembergischen Regierung wurde das Hospiz 1810 aufgehoben und ein Weltgeistlicher als Pfarrer eingesetzt.  Am 15. August 1811 erhob König Friedrich I. von Württemberg die katholische Gemeinde zur Pfarrei. Nach einem Auszug aus dem Hohenloher Boten vom 25. Juli 1863 wurden der Pfarrei Pfedelbach sehr viele Kirchengemeinden zugeteilt. Das Gebiet reichte bis Weißbach, Wohlmuthausen, Zweiflingen, Kirchensall, Neuenstein, Langenbeutingen, Adolzfurt, Unterheimbach, Mainhardt, Geißelhardt und Untersteinbach. Alle Katholiken innerhalb dieses Gebietes gehörten zu Pfedelbach.
Die dringend notwendig gewordene Kirche wurde von 1888 an nach Plänen des Architekten Ulrich Pohlhammer in der Windischenbacher Straße erbaut. Der verbaute weiße Kalksandstein stammt vom Strohberg bei Untersteinbach, das Steinmaterial der Nordseite aus den Buchhorner Steinbrüchen. Das Geläute gossen Petit & Gebr. Edelbrock in Gescher, es kostete 4000 Mark. Die Gesamtkosten des neogotischen Gebäudes beliefen sich auf 90 000 Mark. Am 30. August 1888 konsekrierte Weihbischof Wilhelm von Reiser bei regem Andrang die Kirche. Im Zweiten Weltkrieg wurden die drei Chorfenster bei Artilleriebeschuss zerstört. An der Nordseite sind heute noch Beschädigungen durch den Beschuss sichtbar.
Erst 1952 wurden Öhringen wie auch Neuenstein zu eigenständigen Pfarrgemeinden. 1956 wurde Bretzfeld und zuletzt Mainhardt im Jahr 1967 in die Selbstständigkeit entlassen. Im 200. Jahr des Bestehens zählt die Kirchengemeinde etwa 2000 Gläubige.

## Die katholischen Geistlichen (seit 1940)
- 1940 – 1948 Pfarrer Alois Lang
- 1948 – 1951 Pfarrer Gottfried Leuz
- 1948 – 1951 Pater Lukas Müller
- 1951 – 1956 Pfarrer Leo Pietsch
- 1956 – 1983 Pfarrer Ottmar Feifel
- 1983 – 1990 Pfarrer und Kamerer José-Carlos Beltràn y Bachero
- 1990 – 2000 Pater Johannes Bozic
- 2005 – heute Pfarrer Helmut Nohanowitsch

Pfarrer Augustyn Pinior, Pfarrer in Bretzfeld bis 2003 war Administrator während der pfarrerlosen Zeit 1983, 2000–2003. Pfarrer Dr. Angel Fernàndez, Pfarrer in Waldenburg bis 2010 war Administrator während der pfarrerlosen Zeit 2003–2005.

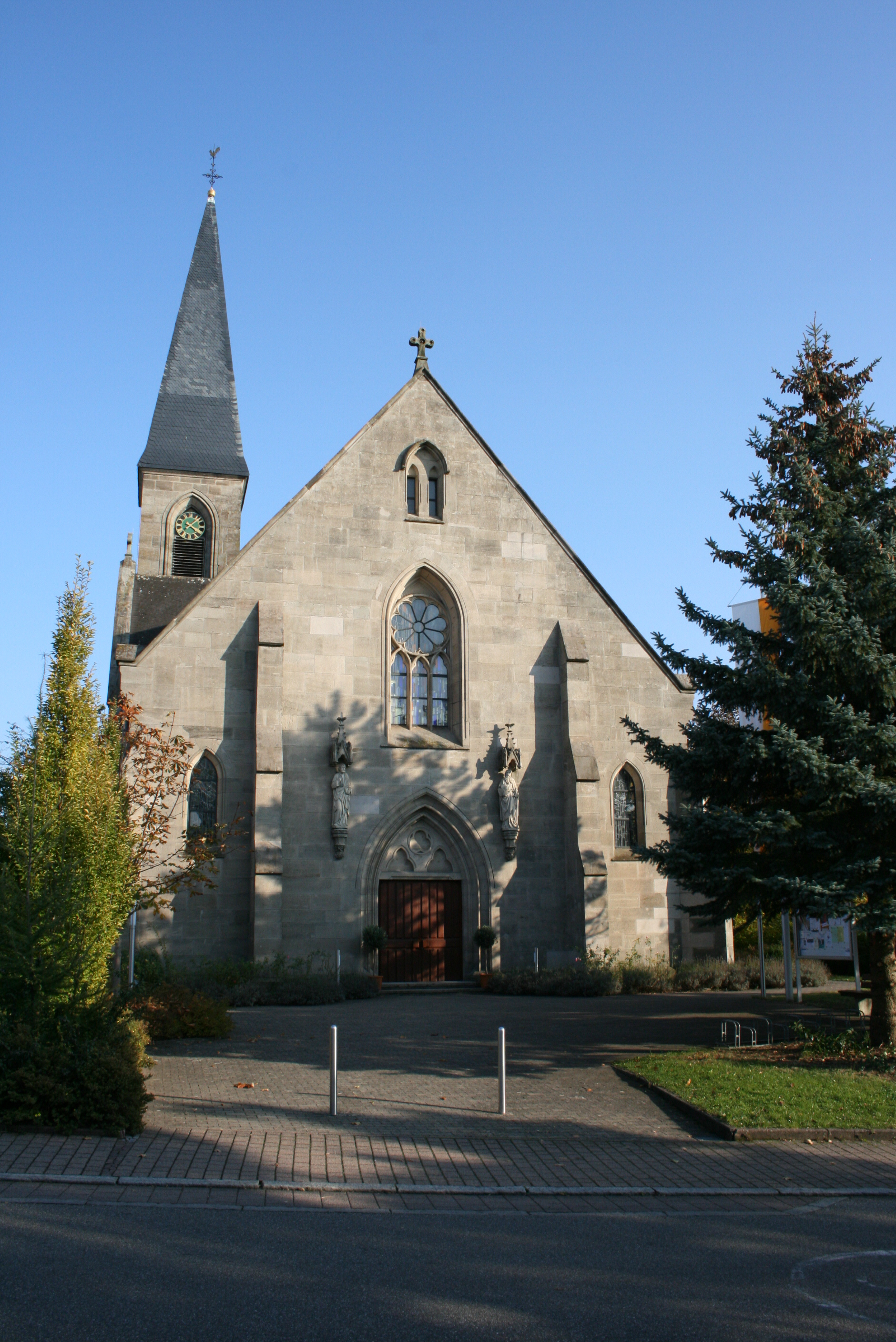
Haupteingang
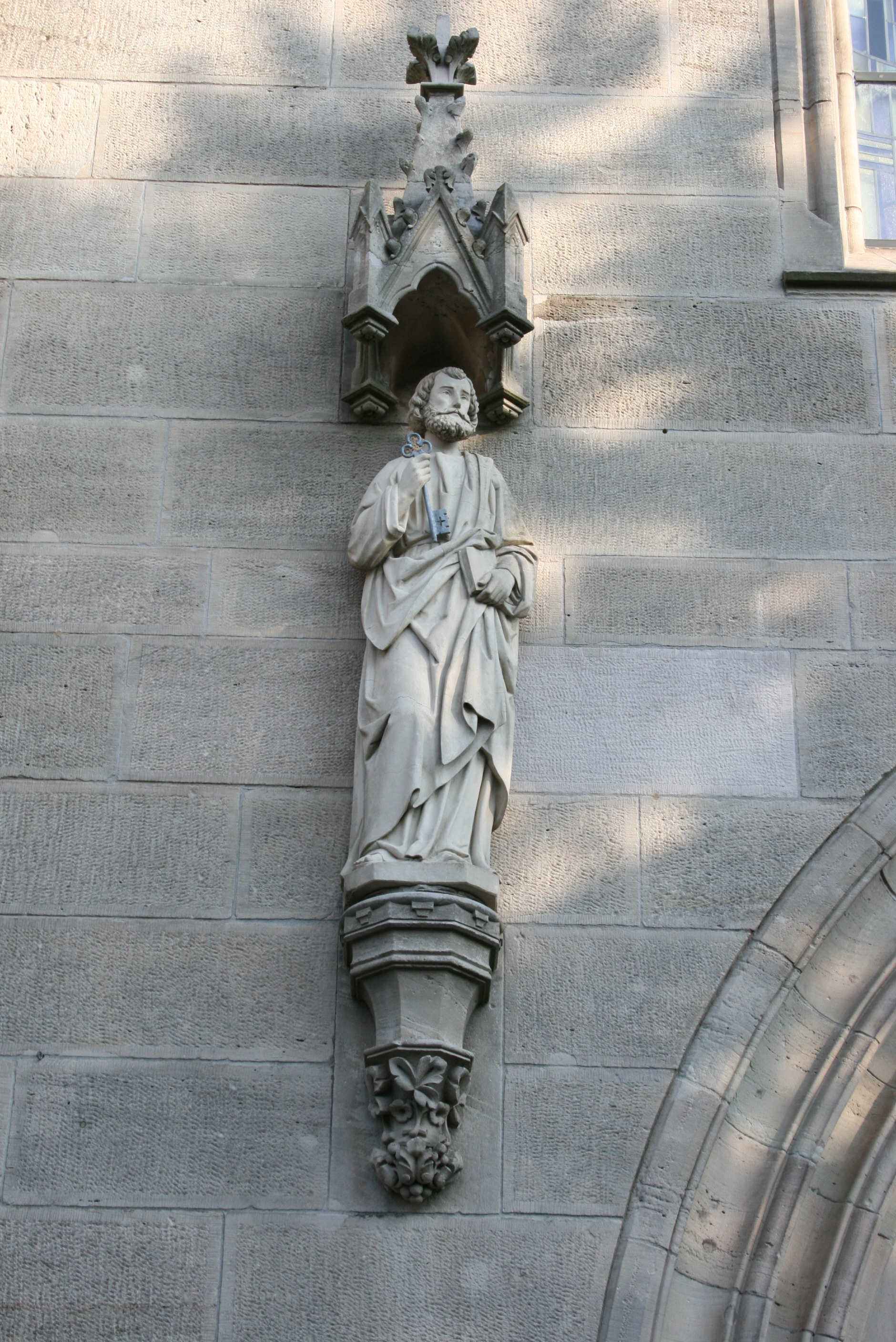
Der Apostel Petrus
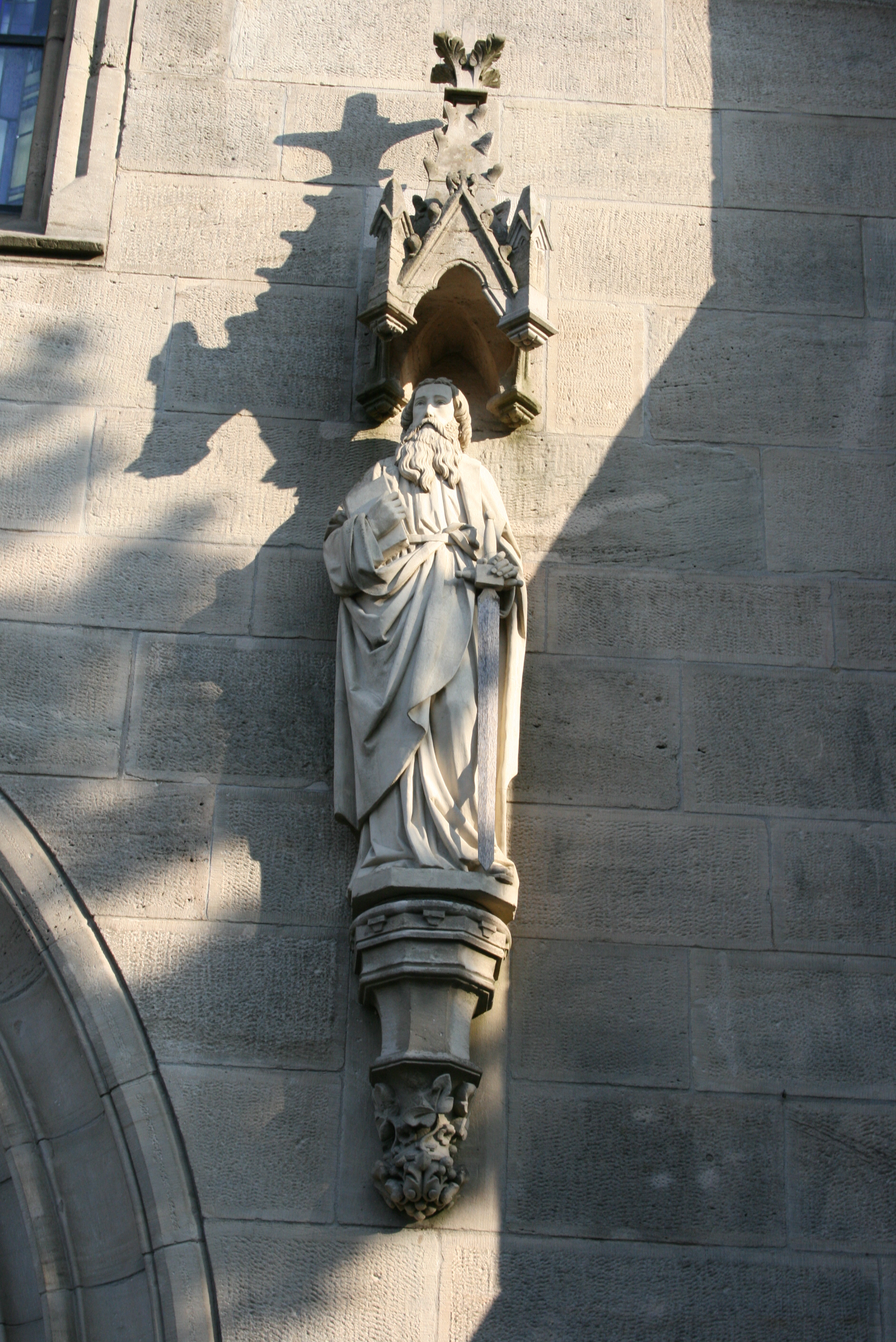
Der Apostel Paulus
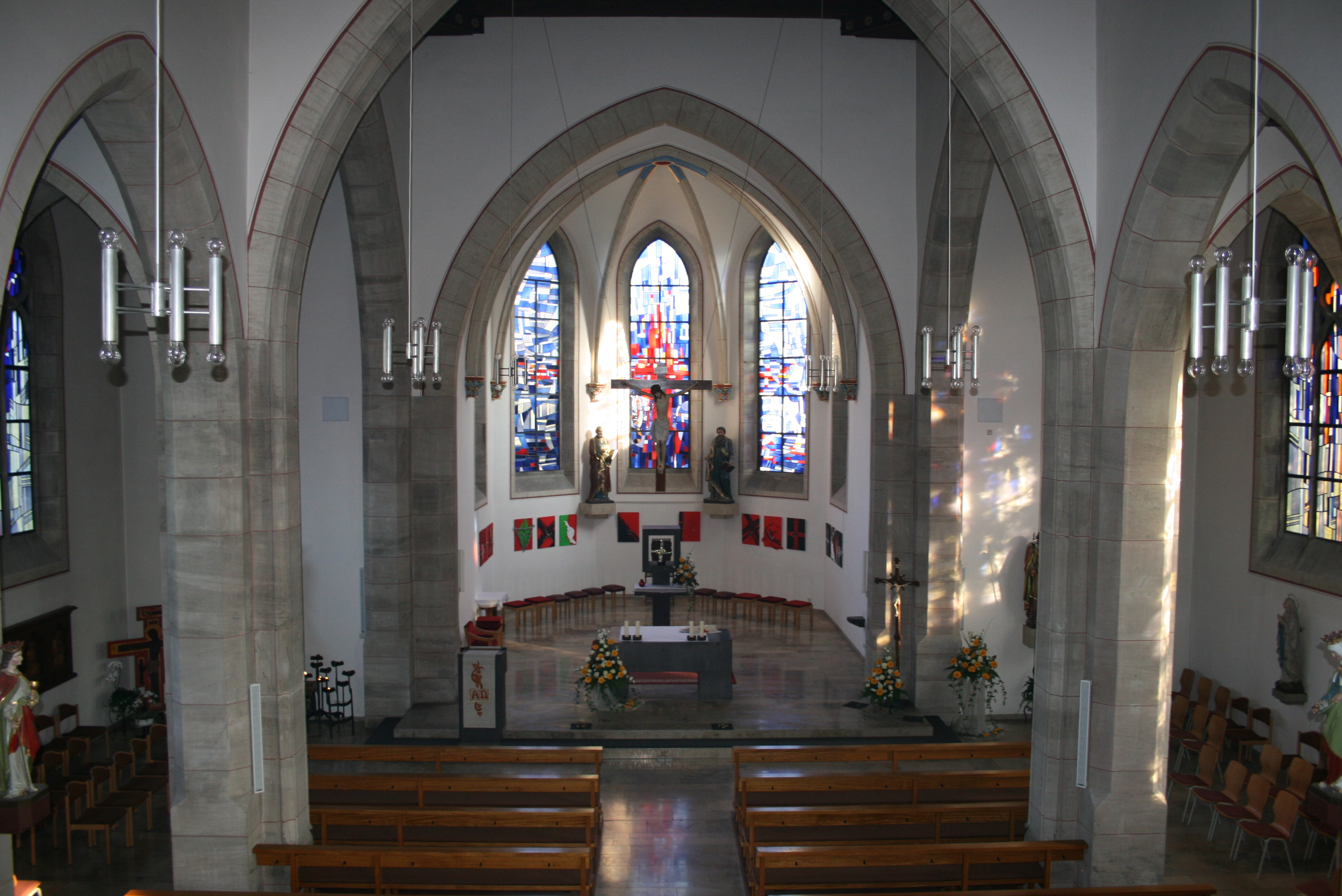
Der Chorraum
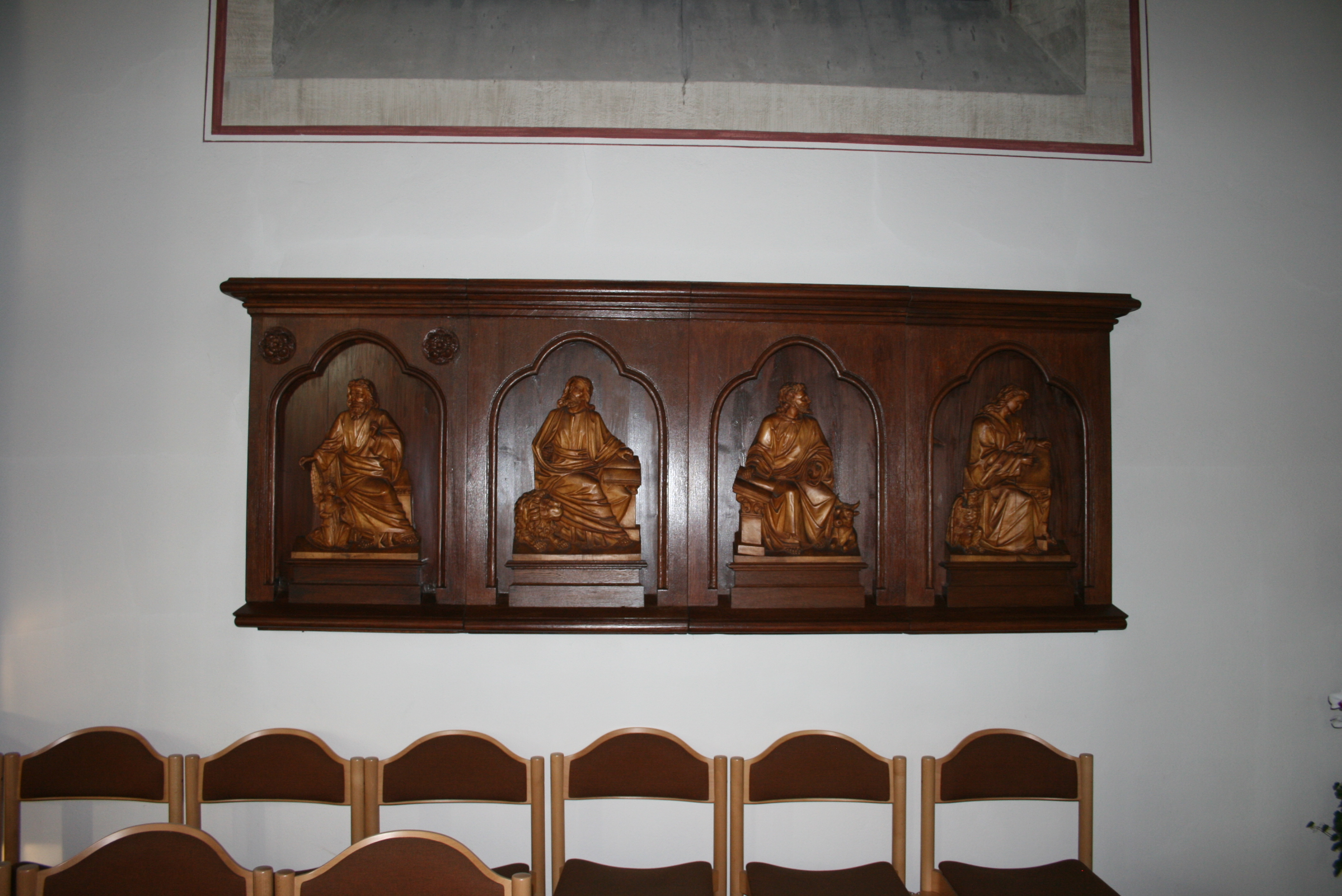
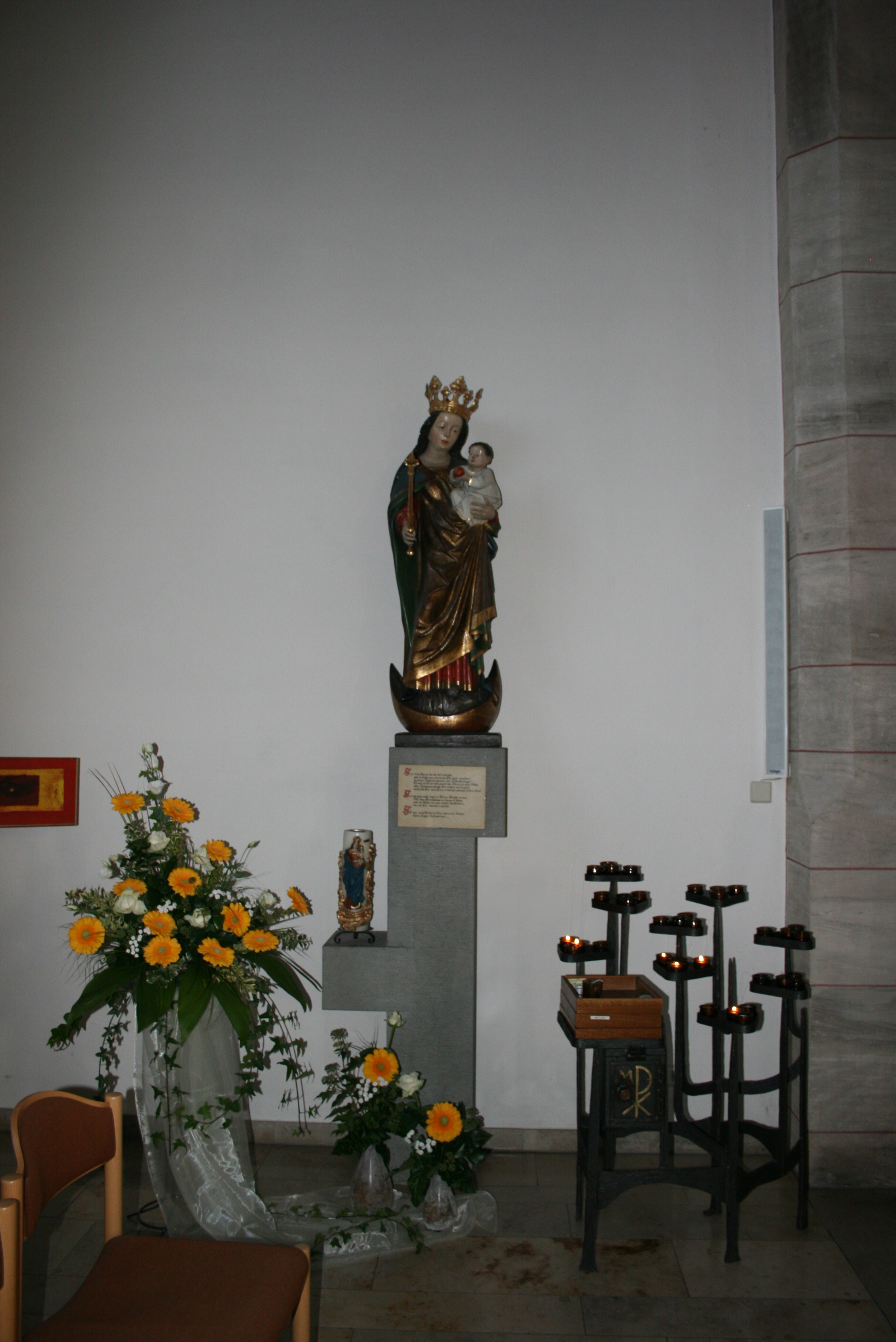
Maria und Jesus